# Inferno (Roman)
Inferno ist ein Roman des US-amerikanischen Autors Dan Brown, der im Jahr 2013 erschienen ist. Es handelt sich um den vierten Thriller in der Serie um den Symbolologen Robert Langdon. Mit Origin folgte 2017 eine Fortsetzung der Buchreihe.

## Handlung
Robert Langdon, Professor für Symbolologie an der Harvard University, erwacht in einem Krankenhaus in Florenz aus einem Albtraum, in dem eine ältere Frau mit langen, silbernen Haaren ihn dazu auffordert: „Suche und du wirst finden“. Er kann sich an die letzten zwei Tage nicht erinnern und alles, was ihm die junge Ärztin Dr. Sienna Brooks und ihr Kollege Dr. Marconi berichten können, ist, dass er angeschossen wurde und bei seiner Ankunft im Hospital ständig „Ve … sorry“ wiederholte. Bevor es zu weiteren Erklärungen kommt, dringt eine Frau namens Vayentha im Krankenhaus ein, um sich Zugang zu Langdons Krankenzimmer zu verschaffen. Sie erschießt Dr. Marconi, woraufhin Sienna Brooks mit Langdon in ihre Wohnung flüchtet.
Dort eröffnet sie ihm, dass sie in einer Geheimtasche seines Jacketts etwas entdeckt habe. Wie sich herausstellt, war Langdon offenbar im Besitz eines Biotubes, eines Behältnisses, das zum Transport biologischer Proben dient und sich nur durch Langdons Fingerabdruck öffnen lässt. Überraschenderweise enthält es jedoch kein Pathogen, sondern einen in einem alten Rollsiegel versteckten Projektor, der eine nahezu identische Kopie von Botticellis Mappa dell’Inferno abbilden kann. Jedoch finden sich in dem offensichtlich manipulierten Werk einige Buchstaben, die sich richtig angeordnet sinnvoll zusammenfügen zu der Phrase: CERCA TROVA – Suche und du wirst finden. Langdon wird daraufhin klar, dass das Bild auf den Palazzo Vecchio hinweist, in dem Giorgio Vasari unauffällig ebenfalls die Phrase in einem seiner Werke versteckt hat. Langdon erkennt außerdem, dass er sich im Krankenhaus nicht für etwas entschuldigen wollte, sondern ständig Vasaris Namen murmelte.
Auf dem Weg zum Palazzo Vecchio werden Langdon und Sienna von einem mobilen SRS-Team verfolgt und müssen sich im Giardino di Boboli verstecken, können ihren Verfolgern jedoch entkommen und den Palast erreichen. Dort finden sie heraus, dass es offenbar auf der Totenmaske von Dante Alighieri, Verfasser der Göttlichen Komödie, weitere Hinweise geben muss. Bestürzt müssen sie jedoch feststellen, dass die Totenmaske gestohlen wurde. Videoaufzeichnungen bestätigen den Verdacht und enthüllen sogar die Täter: Ignazio Busoni, Direktor des Museo dell’Opera del Duomo – und Robert Langdon selbst.
Um der Polizei zu entgehen, fliehen Langdon und Sienna aus dem Palast. Sie werden dabei auf dem Dachboden des Palastes von Vayentha gestellt. Es gelingt Sienna, Vayentha in einem Kampf zu überwältigen. Vayentha stürzt durch die Deckenkonstruktion zu Tode.
Langdon und Sienna erfahren, dass Busoni an einem Herzinfarkt verstorben ist, Langdon jedoch eine kryptische Botschaft hinterließ, mit deren Hilfe Langdon Dantes Totenmaske finden kann. Sie finden die Maske tatsächlich im Baptisterium San Giovanni und entdecken auf deren Rückseite ein Rätselgedicht:

„Ihr, die von gesundem Geist besessen, bemerkt die Lehre, die vom Schlei’r umzogen, in sich verbirgt dies seltsame Gedicht. Suchet den verräterischen Dogen von Venedig, der Rössern den Kopf abschlug und die Knochen der Blinden raubte. Kniet nieder im vergoldeten Mouseion der Heiligen Weisheit, dann leget das Ohr auf den Boden und folgt dem Klang tropfenden Wassers, folgt ihm tief in den Versunk’nen Palast, denn hier im Dunkel lauert das chthonische Monster in den blutroten Wassern der Lagune, in der sich nie spiegeln die Sterne.“

Langdon und Sienna werden dabei von einem Mann, der sich ihnen als Dr. Ferris vorstellt, gestellt. Er eröffnet Langdon, dass er im Auftrag der WHO-Direktorin Dr. Elisabeth Sinskey nach Florenz gereist sei, um den Plan des brillanten, gleichzeitig aber auch besessenen Biochemikers Bertrand Zobrist zu vereiteln, der die Menschheit mit einem gefährlichen Krankheitserreger dezimieren will, um so das Problem der Überbevölkerung zu lösen.
Langdon, Sienna und Ferris reisen daraufhin nach Venedig, um im Markusdom nach weiteren Spuren zu suchen. Sie finden dort heraus, dass im Rätsel der Doge Enrico Dandolo gemeint ist, dessen Grab sich aber nicht in Venedig, sondern in Istanbul in der Hagia Sophia befindet. Bevor sie in die Türkei aufbrechen können, erleidet Ferris, der schon die ganze Zeit über gesundheitlich angeschlagen ist, einen Zusammenbruch und Langdon wird vom SRS-Team, das die Verfolgung wieder aufgenommen hat, geschnappt. Einzig Sienna Brooks gelingt die Flucht.
Langdon erkennt bald, dass das SRS-Team nicht geschickt wurde, um ihn zu töten, sondern Sinskey das Team geschickt hatte, um mit dem Professor wieder Kontakt aufzunehmen. Er erfährt, dass eine Organisation namens Konsortium unter der Leitung eines Mannes, der sich selbst nur Provost nennt, Zobrist im letzten Jahr bei seinen Arbeiten geholfen hat, indem sie ihm ermöglichten, seine Forschungen unentdeckt durchzuführen. Wie sich herausstellt, sind sämtliche Attentatsversuche auf Langdon nur vorgetäuscht gewesen, seine Amnesie wurde mittels Benzodiazepin künstlich erzeugt. Sienna sollte mit Langdon fliehen und zu ihm ein Vertrauensverhältnis aufbauen, damit er die Seiten wechselt. Als der Provost jedoch erkennt, dass er durch die Deckung Zobrists einen enormen Schaden angerichtet hat, sieht er sich gezwungen, mit der gegnerischen Seite, der WHO, zusammenzuarbeiten. Langdon wird eröffnet, dass Sienna in Wirklichkeit die Geliebte Zobrists war, das Konsortium verraten hat und nun offenbar alles dafür tun will, Zobrists Plan in die Tat umzusetzen.
In Istanbul suchen Langdon, Sinskey und Brüder, der Leiter des SRS-Teams, Dandolos Grab auf und erkennen, dass das Gedicht auf eine antike Zisterne verweist, genannt Yerebatan Sarayı – Versunkener Palast.
Als Langdon und Agent Brüder in der Zisterne den Ort finden, an dem Zobrist das Pathogen versteckt hat, ist es zu spät. Das Virus wurde bereits vor einer Woche freigesetzt und hat mittlerweile die gesamte Weltbevölkerung infiziert. In der Zisterne finden sie Sienna. Langdon gelingt es, sie zu verfolgen. Sie kann ihn davon überzeugen, dass sie versucht habe, die Freisetzung des Virus zu verhindern. Sie erklärt ihm, dass Zobrist ein Virus erschaffen habe, das als Vektor diene und ein Gen in die menschliche DNA einschleuse, welches dafür sorge, dass von nun an ein Drittel der Weltbevölkerung unfruchtbar sei.
Der Provost und Ferris bzw. Dr. Marconi (der Arzt, der zu Beginn vermeintlich erschossen wurde), der ebenfalls an dem Täuschungsmanöver beteiligt war, werden verhaftet. Sienna Brooks wird nicht belangt, da sie das Virus weder erschaffen noch freigesetzt hat. Sie soll nun mit der WHO zusammenarbeiten, um eine Therapie zu entwickeln. Langdon reist nach Florenz, um die geliehene Totenmaske zurückzugeben, und fliegt dann zurück nach Boston. Während sich die Welt dramatisch verändert, beobachtet er die in der Dunkelheit funkelnden Sterne.

## Hauptpersonen

### Robert Langdon
Robert Langdon ist Professor für Symbolologie und Kunstgeschichte an der Harvard University. Er gilt als Fachmann für Dante Alighieris Göttliche Komödie und wurde deshalb von der Direktorin der WHO, Dr. Elisabeth Sinskey, kontaktiert.

### Dr. Felicity Sienna Brooks / FS-2080
Sienna ist im Jahr 1980 geboren und die heimliche Geliebte des Wissenschaftlers Dr. Zobrist. In transhumanen Kreisen ist sie unter dem Codenamen FS-2080 bekannt. (Dieser Name ist nach dem gleichen Schema wie beim iranisch-amerikanischen Schriftsteller, Philosophen und Transhumanisten FM-2030 gebildet und soll ihre Affinität zum Transhumanismus zeigen. Der Name wurde bei Fereidoun M. Esfandiary  aus den Anfangsbuchstaben des ersten und zweiten Vornamens und dem Jahr, in dem er das hundertste Lebensjahr erreichen würde, zusammengesetzt.) Sie hat einen Intelligenzquotienten von 208. Um sich ihr Medizinstudium zu finanzieren, hatte sie kurze Zeit für den Provost und das „Konsortium“ gearbeitet und konnte so dem Provost Dr. Zobrist als Klienten empfehlen. Sienna Brooks hat durch eine Depression in ihrer Kindheit verursachten, psychisch bedingten Haarausfall, trägt deshalb eine Perücke, um nicht wie eine Krebspatientin auszusehen.

### Dr. Elizabeth Sinskey
Dr. Sinskey ist Direktorin der WHO der Vereinten Nationen und Spezialistin für Infektionskrankheiten und Epidemiologie. Im Alter von sechs Jahren litt sie an schwerem Asthma und wurde mit neuen Medikamenten behandelt. Diese waren die weltweit ersten Glucocorticoide (Steroidhormone). Diese zeigten aber später unerwartete Nebenwirkungen: Sinskey hatte in ihrer Pubertät nie die Menstruation bekommen und erfuhr mit neunzehn Jahren, dass der Schaden an ihren Geschlechtsorganen irreparabel sei. Nach einem Vortrag für die UN in New York City wird sie von einem Vertreter des Council on Foreign Relations ins New Yorker Hauptquartier gebracht und dort mit Dr. Bertrand Zobrists Plänen, die Weltbevölkerung von siebeneinhalb Milliarden wieder auf vier Milliarden zu reduzieren, konfrontiert. Während der Operation steht das SRS-Team unter dem Befehl von Dr. Sinskey. Die Fehleinschätzung Langdons, dass sie eine Gefangene des SRS-Teams und unter Drogen gesetzt worden sei, beruhte darauf, dass sie sich selbst nach einem durch einen Druckverlust verursachten paroxysmalen Lagerungsschwindel eine stündliche Injektion des Medikaments Metoclopramid verschrieben hatte.

### Dr. Bertrand Zobrist
Dr. Bertrand Zobrist ist ein charismatischer, anerkannter Wissenschaftler auf dem Gebiet der Genetik und der Keimbahnmutation. Er beauftragte den Provost, ihn vor den internationalen Behörden und der WHO zu schützen, um seine Forschung ungestört fortsetzen zu können. Er entwickelt dort ein Pathogen, das in der Lage ist, ein Drittel der Weltbevölkerung zu sterilisieren. Kurz vor Freisetzung des Pathogens begeht er Selbstmord.

### Der Provost
Der Provost ist Leiter des „Konsortiums“, einer mächtigen privaten Organisation mit Büros in sieben Nationen. Diese Firma bietet Reichen und Mächtigen professionelle Täuschungsdienste an. In Italien hat die Organisation ihr Büro auf einem Schiff, der Mendacium (lat.: Lüge/Täuschung). Sein Protokoll verpflichtet ihn, möglichst wenig über seine Klienten zu wissen. Als der Provost merkt, dass er Zobrist dadurch geholfen hat, die Forschungen am Pathogen ungestört fortzusetzen, versucht er, dieses zu finden, um die Menschheit zu retten.

### Agent Christoph Brüder
Agent Brüder ist Leiter des SRS (Surveillance and Response Support) Teams. Es arbeitet unter der Schirmherrschaft des European Centre for Disease Prevention Control (ECDC).

### Vayentha
Vayentha ist Mitarbeiterin des Provost. Sie wird nach einem gescheiterten Kontaktaufnahmeversuch zu Langdon vom Konsortium fallen gelassen. Während einer Verfolgungsjagd über den Dachboden des Palazzo Vecchio wird sie von Sienna Brooks von einer Plattform gestoßen und fällt durch ein Deckenfresko in den Saal der Fünfhundert, wo sie aufgrund des Sturzes sofort stirbt.

### Dr. Marconi / Dr. Jonathan Ferris
Dr. Marconi / Dr. Jonathan Ferris ist ebenfalls Mitarbeiter des Konsortiums. Im Krankenhaus gibt er sich als Dr. Marconi aus und inszeniert mit Vayentha seine scheinbare Ermordung. Später tritt er als Dr. Jonathan Ferris, Mitarbeiter der WHO auf, und begleitet Langdon und Brooks von Florenz bis Venedig. Langdon glaubt, dass Ferris von Zobrists Pathogen infiziert ist, da Ferris einen starken Ausschlag im Gesichts- und Halsbereich hat. Hierbei handelt es sich allerdings nur um eine allergische Reaktion, die vom falschen Bart, den er als Dr. Marconi trug, hervorgerufen wurde.

## Hintergrund
Inferno wurde am 14. Mai 2013 gleichzeitig in zahlreichen Ländern veröffentlicht. Das Datum der Veröffentlichung ist in der amerikanischen Schreibweise 5/14/13 ein numerisches Anagramm der Zahl 3,1415, dem ungefähren Wert der Kreiszahl Pi, die als Verhältnis des Umfangs eines Kreises zu seinem Durchmesser definiert ist. Passend dazu handelt Inferno von Dantes Göttlicher Komödie, laut der die Hölle in neun Kreise unterteilt ist.
Die 685 Seiten umfassende deutsche Übersetzung erschien bei der Verlagsgruppe Bastei Lübbe in einer Erstauflage von 700.000 Exemplaren. Das Cover der deutschen sowie der internationalen Ausgabe zeigt die Kathedrale von Florenz.
Die Übersetzung des Manuskripts wurde unter hohen Sicherheitsvorkehrungen in Gebäuden des Verlags Mondadori in Mailand durchgeführt. Elf Übersetzer arbeiteten von Februar bis April 2012 in einem gemeinsamen Raum unter strenger Bewachung daran. Die deutsche Übersetzung stammt von Axel Merz und Rainer Schumacher.
Zeitgleich mit dem Roman erschien die von Wolfgang Pampel gelesene deutsche Hörbuchfassung.
Im letzten Satz eines jeden Teils von Dantes Komödie steht das Wort „Stern“, im italienischen Original ist es sogar das letzte Wort. Das greift Dan Brown auf. Sein Roman schließt mit den Worten „Das Firmament erstrahlte in einem Meer glitzernder Sterne“.

## Nachwirkung

### Kommerzieller Erfolg
Inferno war ein unmittelbarer kommerzieller Erfolg. In Deutschland wurde das Buch allein an den ersten beiden Verkaufstagen 150.000 mal verkauft. Eine Woche nach seinem Erscheinen belegte es auf Anhieb Platz eins der Spiegel-Bestsellerliste in der Kategorie „Hardcover Belletristik“.
In den Vereinigten Staaten und in Kanada wurden in den ersten fünf Tagen nach Erscheinen insgesamt eine Million Ausgaben als Hardcover oder E-Book verkauft. Das Buch erreichte direkt nach seiner Veröffentlichung Platz eins in der US-amerikanischen Bestsellerliste von Nielsen BookScan, wo es sich sechs aufeinanderfolgende Wochen halten konnte, bevor es auf Platz 2 fiel.
Inferno erreichte außerdem Platz eins in der Bestsellerliste der New York Times, war Anfang Juni 2013 das meistverkaufte Buch bei Amazon und stand im Mai 2013 auf Platz eins der Bestsellerlisten von Media Control in Belgien, Deutschland, Frankreich, Italien, der Niederlande, Österreich, der Schweiz und Spanien.

### Zeitgenössische Kritik
Lucas Wiegelmann urteilte in der Die Welt über Inferno, Dan Brown greife „wieder auf seine bewährten Strickmuster“ zurück und entfalte „erneut eine Schnitzeljagd zu Sehenswürdigkeiten und Kunstwerken längst versunkener Zeiten. […] Allerdings läuft sich das altbekannte Katz- und Maus-Spiel bald tot.“ Der Roman enthalte zudem „schwere Plausibilitätspannen“, er sei aber „zumindest besser als sein Vorgänger.“
In der Süddeutschen Zeitung kritisierte Lothar Müller Dan Brown und warf ihm vor, einen „rapportierenden, floskelhaften Stil“ zu verwenden. Er nannte das Buch einen „achtlos vernähte[n] Kulturthriller von der Stange.“
Trotz des Studiums des Protagonisten Langdon an der Harvard-Universität seien für ihn Rätsel schwer zu lösen, die „viele Kulturtouristen […] auch dann wissen, wenn sie nicht in Harvard studiert haben: dass in der Hagia Sophia der venezianische Doge Enrico Dandolo begraben ist und dass unweit der Hagia Sophia die Yerebatan-Zisterne […] auch unter dem Namen ‚Versunkener Palast‘ bekannt ist.“
Im Focus bemängelte Julia Bähr, dass Brown sich beim Schreiben „sehr auf sein bewährtes Schema zurückgezogen“ habe. Dennoch seien „die Beschreibungen der beeindruckenden Schauplätze […] ein großes Vergnügen“ und „[d]er Spannungsbogen […] perfekt.“
In der FAZ bemängelte Andreas Platthaus, dass Dan Brown „Botticellis berühmte Illustration zu Dantes Höllenschlund, die eine zentrale Rolle im verschachtelten Verweissystem des Romans innehat, als ‚Gemälde‘ bezeichnet […], das in der Vatikanischen Bibliothek hängen soll. Das tut sie als empfindliche Zeichnung natürlich nie.“
Ijoma Mangold bemängelt in der Zeit die logischen Mängel der Geschichte: „der Erzähler selbst ist ein unfairer Lügendämon, der die inneren Monologe seiner Figuren, erzähllogisch Orte der Wahrhaftigkeit, so selektiv wiedergibt, dass der Leser sich in deren wahren Absichten täuschen muss. Kurz vor Schluss gibt es dann ein großes ‚April, April‘: Die Verfolgungsjagd vom Anfang war nur von einem allmächtigen Konsortium inszeniert, um Langdon in die eigenen Dienste einzuspannen. Ich könnte mir vorstellen, dass echte Thriller-Fans solche Tricks ablehnen. Da ich aber kein Thriller-Fan bin, hat mich das Klapprige an Inferno auch nicht weiter bekümmert.“

### Kritik an der Darstellung Manilas
Im Buch wird Manila, die Hauptstadt der Philippinen, in Zusammenhang mit einer Beinahe-Vergewaltigung von Sienna von dieser als „Tor zur Hölle“ bezeichnet. In einem offenen Brief kritisierte der Vorsitzende der Verwaltung des Großraums Manila, Francis Tolentino, die Passage als „unzutreffende Beschreibung unserer geliebten Metropole“. Trotz des fiktiven Rahmens seien „die Philippiner […] trotzdem sehr enttäuscht über die Darstellung ihrer Hauptstadt als schmutzigen Ort voller Armut und Kriminalität“.

„Für jeden Menschen, dem Sienna etwas zu essen gab, starrten sie hundert andere hoffnungslos an. Manila litt unter unglaublichen Verkehrsstaus, erstickendem Smog und einer furchtbaren Sexindustrie, in der vor allem Kinder arbeiteten. Kinder, die von den eigenen Eltern an Zuhälter verkauft wurden, allerdings nicht aus Bosheit, sondern in dem Wissen, dass die Kinder auf diese Weise wenigstens etwas zu essen bekamen. In diesem Chaos aus Kinderprostitution, Bettlern, Taschendieben und Schlimmerem war Sienna plötzlich wie gelähmt. Überall sah sie, wie Menschen nur noch von ihrem Überlebensinstinkt getrieben wurden. Wenn wir verzweifelt sind, werden wir zu Tieren. Dann kehrte die Depression zurück. Mit einem Mal sah Sienna die Menschheit als das, was sie wirklich war: eine Spezies am Rand des Abgrunds.“

## Verfilmung
Im Juli 2013 wurde berichtet, dass Columbia Pictures Inferno mit Tom Hanks in der Hauptrolle verfilmen wolle. Regie bei Inferno führte – wie bei den beiden bereits verfilmten Büchern – Oscar-Preisträger Ron Howard. Der Film kam am 13. Oktober 2016 in die deutschen Kinos. Für den folgenden Tag war die Premiere unter anderem im Vereinigten Königreich geplant. Der Start in den USA fand am 28. Oktober statt.